# Lutzingen
Lutzingen település Németországban, azon belül Bajorországban. Lakosainak száma 975 fő (2023. december 31.).

## Népesség
A település népessége az elmúlt években az alábbi módon változott:
| Lakosok száma | 648  | 953  | 656  | 983  | 979  | 980  | 992  | 982  | 987  | 975  |
|               | 1875 | 1950 | 1975 | 1987 | 2012 | 2014 | 2016 | 2017 | 2021 | 2023 |